# Strada nazionale 97 di Paola e della Sila
La strada nazionale 97 di Paola e della Sila era una strada nazionale del Regno d'Italia, che congiungeva Paola a Crotone.
Venne istituita nel 1923 con il percorso "Dalla marina di Paola all'incontro della nazionale delle Calabrie n. 87 presso la stazione ferroviaria Rende S. Fili e da Cosenza per Sella Gradina e Bivio S. Severina al porto di Crotone con diramazione dal bivio Gazzani alla stazione ferroviaria di Cutro".
Nel 1928, in seguito all'istituzione dell'Azienda Autonoma Statale della Strada (AASS) e alla contemporanea ridefinizione della rete stradale nazionale, il suo tracciato costituì l'intera strada statale 107 Silana Crotonese mentre la diramazione costituì il tratto terminale della strada statale 109 della Piccola Sila.